# Anglo-zulski rat
Anglo-zulski rat je vođen 1879. godine između Britanskog carstva i Kraljevstva Zulu. Nakon uspešnog uvođenja federacije u Kanadi lorda Karnarvona, mislilo se da bi slični politički napori, zajedno s vojnim kampanjama, mogli biti delotvorni i na afričkim kraljevstvima, plemenskim oblastima i Burskom republikom u Južnoj Africi. Godine 1874, ser Henri Bartl Frer je poslat u Južnu Afriku kao visoki komesar Britanskog carstva da ostvari takve planove. Među preprekama sa kojima se suočio je bilo i prisustvo nezavisnih država Južnoafričke Republike, i kraljevina Zululand i njegova vojska.
Frer je na svoju inicijativu, bez odobrenja Britanske vlade i sa namerom podsticanja rata sa Zulu narodom, dana 11. decembra 1878. godine, zulskom kralju Kečvaju postavio ultimatum koji on nije mogao da prihvati, uključujući raspuštanje njegove vojske i odustajanje od ključnih kulturnih tradicija. Bartl Frer je tada poslao lorda Čelmsforda da napadne Zululand nakon što taj ultimatum nije ispunjen. Rat je značajan po nekoliko posebno krvavih bitaka, uključujući uvodnu pobedu Zulua u Bici kod Isandluane, čemu je sledio poraz velike vojske Zulua u Rorkovom prolazu od strane male snage britanskih trupa. Rat je na kraju rezultirao britanskom pobedom i okončanjem dominacije Zulu naroda nad regionom.

## Pozadina

### Britansko carstvo
Do 1850-ih, Britansko carstvo je imalo kolonije u južnoj Africi koje su se graničile sa raznim burskim naseljima, autohtonim afričkim kraljevstvima, kao što su Zulu i Basuto, i brojnim autohtonim plemenskim oblastima i državama. Različite interakcije sa tim grupama pratile su ekspanzionističku politiku. Kejp kolonija je formirana nakon što je Anglo-holandskim ugovorom iz 1814. godine holandska kolonija Kejptaun trajno ustupljena Britaniji, a njena teritorija se značajno proširila u 19. veku. Natal u jugoistočnoj Africi je proglašen britanskom kolonijom 4. maja 1843, nakon što je Britanska vlada anektirala Bursku Republiku Nataliju. Događaji su dosegli svoj vrhunac kada su tri sina i brat zulskog poglavice Sirajoa organizovali upad u Natal, i odveli dve žene koje su bile pod britanskom zaštitom.
Otkriće dijamanata 1867. godine u blizini reke Val, oko 550 mi (890 km) severoistočno od Kejptauna, okončalo je izolaciju Bura u unutrašnjosti i imalo značajan uticaj na događaje. Otkriće je izazvalo trku sa dijamantima koja je privukla ljude iz celog sveta, što je Kimberli za pet godina pretvorilo u grad sa 50.000 stanovnika i privuklo pažnju britanskih imperijalnih interesa. Tokom 1870-ih, Britanci su aneksirali Zapadni Grikvalend, mesto otkrića kimberlijskih dijamanata.
Godine 1874, Lord Karnarvon, državni sekretar za kolonije, koji je ostvario federaciju u Kanadi 1867, smatrao je da bi slična šema mogla da funkcioniše u Južnoj Africi. Južnoafrički plan je bio postuliran na postojanju vladajuće belačke manjine u odnosu na crnačku većinu, što bi obezbedilo veliku količinu jeftine radne snage za britanske plantaže šećera i rudnike. Karnarvon je, u pokušaju da proširi britanski uticaj 1875. godine, pristupio je burskim državama: Slobodnoj Državi Oranje i Transvalskoj Republici i pokušao da organizuje federaciju britanskih i burskih teritorija, ali su ga burske vođe odbile.
Lord Karnarvon je 1877. godine postavio ser Bartla Frera za visokog komesara za južnu Afriku. Karnarvon je imenovao Frera na tu poziciju pod uslovom da će raditi na sprovođenju Karnarvonovog plana konfederacije. To je omogućilo Freru da postane prvi britanski guverner federalnog južnoafričkog dominiona. Frer je poslat u Južnu Afriku kao visoki komesar da sprovede ovaj plan. Jedna od prepreka takvoj šemi bilo je prisustvo nezavisnih burskih država Južnoafričke Republike, neformalno poznatih kao Republika Transval i Slobodna Država Oranje, i Kraljevine Zululand. Bartl Frer nije gubio vreme u izlaganju šeme i stvaranju casus belli protiv Zulua preuveličavajući značaj brojnih nedavnih incidenata.
Do 1877. godine, ser Teofil Šepston, britanski sekretar za urođeničke poslove u Natalu, anekтirao je Republiku Transval za Britaniju koristeći poseban nalog. Buri iz Transvala su se usprotivili, ali sve dok je Zulu pretnja postojala, našli su se između dve pretnje; bojali su se da će, ako uzmu oružje da se odupru britanskoj aneksiji, kralj Kečvajo i Zului iskoristiti priliku da napadnu. Uzastopne britanske aneksije, a posebno aneksija Zapadnog Grikvalenda, izazvale su klimu uzavrele nelagode u burskim republikama.
Šepston se bunio protiv remetilačkog efekta dozvoljavanja Kečvajovom režimu da opstane. „Moć Zulua“, on je izjavio, „koren je i stvarna snaga svih urođeničkih poteškoća u Južnoj Africi“. U decembru 1877. pisao je Karnarvonu: „Kečvajo je tajna nada svakog sitnog nezavisnog poglavice stotinama milja od njega koji oseća želju da njegova boja prevlada, i dok ta nada ne bude uništena, oni neće pristati da se podvrgnu vladavini civilizacije“. Ranije u oktobru 1877, Šepston je prisustvovao sastanku sa vođama Zulua u blizini Krvave reke da bi se rešio spor oko zemlje između Zulua i Bura. Predložio je kompromis sa Burima i sastanak je prekinut bez jasnih rezolucija. On se osvetnički okrenuo protiv Zulua, rekavši da je došao u posed „najneosporivijih, najjačih i najjasnijih dokaza“ koji nikada ranije nisu obelodanjeni, za podršku tvrdnjama Bura. On je odbacio Zulu tvrdnje kao „okarakterisane lažima i izdajom do mere za koju nisam mogao da verujem da su čak i divljaci sposobni“.
Šepston, u svojstvu britanskog guvernera Natala, izrazio je zabrinutost u vezi sa vojskom Zulua pod kraljem Kečvajom i potencijalnom pretnjom za Natal – posebno imajući u vidu da su neki Zului usvojili stare muskete i drugo zastarelo vatreno oružje. U svojoj novoj ulozi administratora Transvala, sada je bio odgovoran za zaštitu Transvala i direktno je učestvovao u graničnom sporu sa Zulu narodom. Uporne burske reprezentacije i diplomatski manevri Pola Krugera su dodatno pojačali pritisak. Bilo je incidenata koji su uključivali paravojne akcije Zulua sa obe strane granice Transval/Natal, a Šepston je sve više bivao ubeđen da je kralj Kečvajo dozvoljavao takve „neprilike“ i da ima „prkosnu predispoziciju“. Kralj Kečvajo ovog puta nije našao branioca u Natalu osim biskupa Natala, Džona Kolensa.
Kolenso se zalagao za autohtone Afrikance u Natalu i Zululandu prema kojima je kolonijalni režim u Natalu nepravedno postupao. Godine 1874. se bavio slučajem Langalibalela i plemena Hlubi i Ngve u predstavljanju kod sekretara za kolonije, lorda Karnarvona. Langalibalele je bio lažno optužen za pobunu 1873. godine, i nakon šarade od suđenja, proglašen je krivim i zatvoren na ostrvu Roben. Stajući na stranu Langalibalela protiv kolonijalnog režima u Natalu i Teofila Šepstona, sekretara za urođeničke poslove, Kolenso se još više udaljio od kolonijalnog društva u Natalu.
Zabrinutost biskupa Kolensa zbog obmanjujućih informacija koje su Šepstoun i guverner Natala davali sekretaru za kolonije u Londonu, navela ga je da se založi za borbu Zulua protiv burskog ugnjetavanja i zvaničnih napada. Bio je istaknuti kritičar Frerovih nastojanja da Zulu kraljevstvo prikaže kao pretnju za Natal. Kolensove kampanje su otkrile rasističku osnovu koja je podržavala kolonijalni režim u Natalu i zaradila mu neprijatelje među kolonistima.
Torijevska administracija britanskog premijera Bendžamina Dizraelija u Londonu nije želela rat sa Zulu narodom. „Činjenica je“, pisao je ser Majkl Hiks Bič, koji je trebalo da zameni Karnarvona na mestu državnog sekretara za kolonije, u novembru 1878. godine „da su stvari u istočnoj Evropi i Indiji... imale toliko ozbiljan aspekt da ne možemo imati Zulu rat pored drugih većih i previše mogućih nevolja“. Međutim, ser Bartl Frer je već bio u Kejp koloniji kao guverner i visoki komesar od 1877. sa nalogom o stvaranju Konfederacije Južne Afrike od raznih britanskih kolonija, burskih republika i domaćih država, i njegovi planovi su dobro napredovali. Zaključio je da moćno Zulu kraljevstvo stoji na putu tome, te je prihvatio Šepstonove argumente da kralj Kečvajo i njegova Zulu vojska predstavljaju prijetnju miru u regiji. Pripreme za britansku invaziju na Zulu kraljevstvo trajale su mesecima. U decembru 1878. godine, uprkos oklevanju britanske vlade da započne još jedan kolonijalni rat, Frer je Kečvaju postavio ultimatum da Zulu vojska bude raspuštena, a Zulu narod prihvati britansku upravu. Ovo je bilo neprihvatljivo za Zulue jer je praktično značilo da bi Kečvajo, da je pristao, izgubio svoj tron.

### Kraljevstvo Zulu
Kraljevstvo Zulu formirano je u drugoj deceniji 19. veka, kada je lokalni poglavica Šaka (vladao 1812-1828) ujedinio srodna afrička plemena iz grupe Bantu koja su naseljavala severoistočni deo današnje južnoafričke provincije Natal. Država Zulu pod upravom Šakinih naslednika pružila je snažan otpor evropskim kolonizatorima, Burima, koji su 1835-1838. formirali kolonije Natal i Transval na njihovim južnim i zapadnim granicama. Kada je velika Britanija 1843. anektirala veći deo Natala, država Zulu je sačuvala svoju nezavisnost, ali je postala pogranična oblast Britanske imperije. Iako je 1872. britanska vlada priznala Zulu kralja Kečvaja, Britanska imperija je posle aneksije Transvala (1877) okružla kraljevinu Zulu sa dve strane, i lokalne britanske vlasti počele su pripreme za njeno osvajanje.

## Suprotstavljene snage

### Britanci
Kolonijalna uprava u Natalu i Transvalu, koja je po svaku cenu htela rat sa Zuluima, nije imala podršku britanske vlade, koja se zalagala za mirno rešenje sukoba, već opterećena ratom u Avganistanu (1878−1880). U takvoj situaciji, kolonijalna vlada morala je da se osloni na vlastite raspoložive snage, pošto se nisu mogla očekivati pojačanja iz metropole. Britanski garnizon u Natalu i Transvalu sastojao se od svega 7 pešadijskih bataljona stajaće vojske (svaki po 700-800 ljudi naoružanih puškama Martini-Henri i bajonetima) i dve artiljerijske baterije (po 6 topova i 280 ljudi, uz nekoliko Kongrivovih raketa). Pešadijske jedinice ojačane su mornarima i marincima sa dva ratna broda koja su se zatekla u luci Durban, ukupno oko 220 ljudi sa 2 topa i jednim Getlingovim mitraljezom. Konjičkih jedinica u južnoj Africi nije bilo, pa su vojne vlasti formirale 2 eskadrona (po 110 ljudi) pešadije na konjima, sastavljene od dobrovoljaca iz svih bataljona koji su umeli da jašu, posađene na lokalno nabavljene konje. Ove malobrojne konjičke jedinice ojačane su lokalnim kolonijalnim dobrovoljcima na konjima (10 četa po 20-60 ljudi) i Natalskom konjičkom policijom (oko 150 ljudi), iako ni ove jedinice nisu bile prava konjica, već samo pešadija na konjima, naoružana karabinima raznih vrsta (Snajder, Vestli-Ričards), revolverima (Vebli RIC) i lovačkim noževima, koji su se mogli postaviti na karabine kao bajoneti. Malobrojne britanske i kolonijalne snage ojačane su mobilizacijom lokalnog domorodačkog stanovništva i formiranjem Natalskog domorodačkog kontingenta, koji je januara 1879. imao 7 bataljona pešadinaca (po 1.000 Afrikanaca i oko 100 evropskih oficira, samo 1/10 Afrikanaca naoružana starim kapislarama Enfild sa po 5 metaka, a ostatak kopljima i štitovima) i 6 četa konjanika po 50 ljudi (svi naoružani karabinima Snajder i Vestli Ričards sa po 50 metaka).
| Jedinica            | Organizacija | Zapovednik                | Jačina        | Ratni raspored |
| ------------------- | ------------ | ------------------------- | ------------- | -------------- |
| 24. puk/1. bataljon | 8 četa       | pukovnik Ričard Glin      | oko 700 ljudi | Kolona br. 3   |
| 24. puk/2. bataljon | 8 četa       | potpukovnik Henri Degašer | oko 700 ljudi | Kolona br. 3   |
| 99. puk             | 1 bataljon   | potpukovnik V. Velman     | oko 700 ljudi | Kolona br. 1   |
| 3. puk/2. bataljon  | 8 četa       | potpukovnik H. Parnel     | 749 ljudi     | Kolona br. 1   |
| 13. puk/1. bataljon | 8 četa       | potpukovnik P. Gilbert    | oko 700 ljudi | Kolona br. 4   |
| 90. puk             | 1 bataljon   | pukovnik R. Rodžers       | oko 700 ljudi | Kolona br. 4   |
| 80. puk             | 1 bataljon   | pukovnik Henri Evelin Vud | oko 700 ljudi | Kolona br. 5   |
| Mornarička brigada  |              | kapetan H. Kempbel        | 220 ljudi     | Kolona br. 1   |

| Jedinica                | Odeljenje         | Zapovednik             | Jačina                                        | Ratni raspored |
| ----------------------- | ----------------- | ---------------------- | --------------------------------------------- | -------------- |
| 7. brigada/11. baterija |                   | potpukovnik E. Tremlet |                                               |                |
|                         | raketno odeljenje | major Rasel            | 3 Kongrivove rakete kalibra 9 funti, 10 ljudi | Kolona br. 2   |
|                         | 1.divizion        | poručnik Lojd          | 2 topa, 90 ljudi                              | Kolona br. 1   |
|                         | 2.divizion        | potpukovnik Tremlet    | 2 topa, 90 ljudi                              | Kolona br. 4   |
|                         | 3. divizion       |                        | 2 topa, 90 ljudi                              | Kolona br. 4   |
| 5. brigada/baterija N   |                   | pukovnik Artur Harnes  | 6 topova od 7 funti, 290 ljudi                | Kolona br. 3   |

| Jedinica                        | Zapovednnik                    | Jačina    | Ratni raspored |
| ------------------------------- | ------------------------------ | --------- | -------------- |
| Pešadija na konjima/1. eskadron |                                | 110 ljudi | Kolona br. 3   |
| Pešadija na konjima/2. eskadron |                                | 110 ljudi | Kolona br. 1   |
| Granična laka konjica           | major Redvers Buler            | 210 ljudi | Kolona br. 4   |
| Natalska dobrovoljačka konjica  |                                |           |                |
| Natalska konjička policija      | major Džon Dartnel             | 130 ljudi | Kolona br. 3   |
| Natalski karabinjeri            | kapetan Teofilus Šepston Mlađi | 70 ljudi  | Kolona br. 3   |
| Granična straža Bufala          | poručnik V. Smit               | 25 ljudi  | Kolona br. 3   |
| Konjički strelci iz Njukastla   | kapetan Č. Bredstrit           | 36 ljudi  | Kolona br. 3   |
| Konjički strelci iz Viktorije   | kapetan Čarls Saner            | 47 ljudi  | Kolona br. 1   |
| Konjički strelci iz Stangera    | kapetan F. Adison              | 37 ljudi  | Kolona br. 1   |
| Natalski husari                 | kapetan P. Norton              | 39 ljudi  | Kolona br. 1   |
| Konjički strelci iz Durbana     | kapetan V. Šepston             | 66 ljudi  | Kolona br. 1   |
| Konjički strelci iz Aleksandre  | kapetan V. Arbutnot            | 29 ljudi  | Kolona br. 1   |

| Jedinica      | Organizacija | Zapovednik                | Jačina          | Ratni raspored |
| ------------- | ------------ | ------------------------- | --------------- | -------------- |
| Prvi puk NDK  | 3 bataljona  | pukovnik Entoni Durnford  | oko 2.500 ljudi | Kolona br. 2   |
| Drugi puk NDK | 2 bataljona  | major Grejvs              | oko 2.200 ljudi | Kolona br. 1   |
| Treći puk NDK | 2 bataljona  | komandant Robert Lonsdejl | oko 2.200 ljudi | Kolona br. 3   |
| Konjica NDK   | 6 četa       |                           | 315 ljudi       | Kolona br. 2   |
| Pioniri NDK   | 3 čete       |                           | 273 ljudi       | Колоне бр. 1-3 |

### Zulu
Zulu snage sastojale su se od lokalnih odreda i kraljevske vojske, organizovane u pukove na osnovu godišta ratnika. Vojna obaveza bila je opšta, a prvi poziv činili su neoženjeni ljudi mlađi od 30 godina. Kraljevska vojska bila je namenjena za ofanzivne operacije, redovno se okupljala na smotru pred kraljem u Ulundiju, a pukovima su komandovali zapovednici koje je postavio sam kralj. Svaki puk sastojao se od ratnika približno istih godina, podeljen u čete od po 60-70 ljudi. Obzirom da su pukovi formirani po generacijama, razumljivo je da su mlađi pukovi bii brojniji od starijih, tako da se jačina puka kretala od 500 do čak 2.000 boraca. Po pravilu, mlađi (neožejeni) pukovi imali su bele, a stariji crne štitove. Sa druge strane, lokalne snage čuvale su granicu i naselja u miru i ratu pod komandom lokalnih poglavica, organizovane u lokalne odrede privremenog karaktera. Kraljevska vojska brojala je oko 25.000 ljudi, a lokalne snage nešto manje, čineći ukupno 40.000 do 50.000 boraca. Većina ratnika bila je naoružana kopljima i štitovima, tradcionalnim oružjem Zulua. Svaki ratnik imao je po nekoliko dužih kopalja za bacanje i jedno kraće, za borbu prsa u prsa. Uz to, Zului su pred rat 1878. imali oko 20.000 pušaka raznih tipova, većinom starih musketa sprednjača (kremenjača i kapislara), a svega oko 500 modernih pušaka ostraguša. Međutim, municije je bilo malo, a većina boraca sa puškama nisu bili vešti strelci, pa su Zului u većini bitaka koristili puške kao pomoćno oružje, slično kopljima za bacanje ili slično škotskim gorštacima u 18. veku. Ratnici sa puškama približili bi se na nekoliko desetina metara i ispalili jedan plotun iz neposredne blizine, a zatim odbacili puške i jurnuli u borbu hladnim oru̟žjem.

## Ratne operacije

### Kratak pregled
Pošto kralj Kečvajo nije prihvatio britanski ultimatum (novembra 1878) da u roku od 3 meseca razoruža svoju vojsku i prihvati britansku vlast, britanske snage (oko 5.000 Evropljana i 8.200 domorodaca) pod komandom generala Frederika Tesidžera krenule su 11. januara 1879. iz Transvala i Natala u tri kolone da pokore državu Zulu. Kečvajo je uspešno mobilisao oko 40.000 ratnika i u bici kod Isandlvane 22. januara razbio srednju (glavnu) kolonu britanskih snaga, dok su ostale kolone zaustavljene.
 

Posle tog poraza Velika Britanija je je uputila nova pojačanja od 10.000 ljudi, koja su sredinom aprila 1879. stigla u Natal. U drugom pohodu britanske snage, oko 20.000 ljudi, prodrle su u junu na teritoriju Zulua. U bici kod Ulundija nanele su 4. jula odlučujući poraz snagama Zulua i zarobile kralja Kečvaja. Posle tog poraza plemena Zulu nastavila su 1879-1880 da pružaju otpor britanskim osvajačima, ali su plemenske poglavice bile prinuđene da prihvate britanske uslove mira.

### Prva britanska invazija
Britanski plan predviđao je nastupanje na Ulundi, prestonicu Zulua, u tri kolone - dve iz Natala (kolona br. 1 i kolona br. 3) i jedna (kolona br. 4) iz Transvala, sa još dve kolone (kolone br. 2 i 5) u rezervi. 
| Kolona | Zapovednik       | Evropske trupe | NDK   | Artiljerija        | Vozari | Kola |
| ------ | ---------------- | -------------- | ----- | ------------------ | ------ | ---- |
| 1.     | Čarls Pirson     | 1.872          | 2.256 | 8 topova 1 Getling | 238    | 266  |
| 2.     | Entoni Durnford  | 5              | 3.488 | 3 rakete           | 84     | 30   |
| 3.     | Ričard Glin      | 1.747          | 2.566 | 6 topova           | 293    | 233  |
| 4.     | Evelin Vud       | 1.843          | 387   | 6 topova           | 162    | 102  |
| 5.     | pukovnik Rolands | 1.202          | 388   | 3 topa             | 25     | 62   |

#### Centralna kolona (br. 3)
Kolona broj 3 pod komandom generala Lorda Čelmsforda i pukovnika Ričarda Glina sastojala se od dva britanska bataljona, 1 eskadrona britanske pešadije na konjima, 1 baterije sa 6 topova, oko 230 kolonijalnih dobrovoljaca na konjima i 2 bataljona i 1 pionirska četa NDK - ukupno 4.709 ljudi, od čega oko 2.000 Evropljana). Kolona je prešla graničnu reku Bufalo 11. januara 1879. i sutradan spalila naselje pograničnog poglavice Sihaja posle kratke borbe, posle čega je napredovala na severoistok, opterećena velikim brojem sporih volovskih kola za snabdevanje. Kolona je 20. januara postavila logor na istočnoj padini planine Isandluana, a zatim uputila jedan domorodački bataljon i jednu četu konjanika u izviđanje prema istoku, na putu za Ulundi. Britanska izvidnica je 21. januara naišla na nadmoćnije snage Zulua (nekoliko hiljada ratnika) koje su izbegavale borbu i povlačile se na istok. Procenivši da se na istoku nalazi glavnina protivničke vojske, general Čelmsford je 22. januara ujutro poveo veći deo svojih snaga (polovinu britanske pešadije, 4 topa i većinu konjanika, kao i većinu snaga NDK) na istok, u poteru za neprijateljem koji se povlačio. Istovremeno, poslao je naređenja koloni broj 2, koja je čuvala granicu duž reke Bufalo, da smesta dođe u logor.
Kolona broj 2 pod komandom pukovnika Entoni Durnforda sastojala se uglavnom od domorodačkih jedinica - 6 četa konjanika (oko 300 ljudi), 3 bataljona i 1 inžinjerijska četa NDK (oko 2.500 ljudi) i jednog raketnog odeljenja britanske artiljerije (3 Kongrivova lansera od 9 funti i 10 ljudi) - u svemu 3.871 čovek, od čega oko 200 Evropljana. Pošto je primio naređenja za pokret, pukovnik Durnford je sa 5 četa konjice, dve čete NDK i raketnom baterijom (u svemu oko 500 ljudi, od čega oko 40 Evropljana) 22. januara pre podne stigao u britanski logor kod Isandluane.

##### Isandluana
Stigavši u logor, pukovnik Durnford je na sve strane poslao konjičke izvidnice, od kojih je jedna slučajno naišla na glavninu Zulu armije (oko 20.000 ratnika) u skrivenoj dolini, oko 5 milja severno od logora. Iako iznenađena, čitava vojska Zulua smesta je pojurila u napad, goneći britanske konjanike koji su se povlačili prema logoru. Uzdajući se u vatrenu moć svojih ljudi naoružanih modernim puškama, britanski zapovednici (pukovnik Durnford i potpukovnik Henri Pulin) odlučili su da im izađu u susret ispred logora, umesto da se okruže kolima i brane, kako je bila uobičajena praksa među burskim kolonistima u sukobima sa Zuluima. Tako je pukovnik Durnford poveo 250 konjanika i raketnu bateriju u protivnapad, ali je bio prinuđen da uzmakne posle kratke borbe, dok je raketna baterija pregažena posle samo jednog ispaljenog plotuna, pošto se četa NDK koja ju je štitila razbežala bez borbe. Vatra britanske pešadije (6 četa, oko 500 ljudi) ispred logora zadržala je glavninu Zulua više od 1 sat, ali kada im je nestalo municije, Zului su krenuli na juriš i malobrojni Britanci su brzo savladani u borbi prsa u prsa. Pet četa NDK koje su ostale u logoru razbežale su se bez borbe, a ostaci britanskih jedinica ( oko 50 evropskih oficira i podoficira iz NDK i oko 50 konjanika dobrovoljaca) koji su pokušali da brane logor ubrzo su uništeni. Oba zapovednika su poginula, kao i 800 evropskih i skoro 500 kaferskih vojnika. Manji deo Zulu snaga (oko 4.000 ratnika) odmah posle bitke je napao Rorkov prelaz, koji je branila jedna britanska četa, ali je odbijen.
Vrativši se u logor kasno uveče, lord Čelmsford našao je polovinu svoje vojske uništenu, a ostatak je ovim porazom bio potpuno demoralisan, naročito jedinice NDK koje su činile većinu. U takvoj situaciji, ostatak britanske vojske je odmah uzmakao u Natal.  

#### Južna kolona (br. 1)
Kolona broj 1 pod komandom pukovnika Čarlsa Pirsona sastojala se od dva britanska bataljona, mornaričke brigade (220 mornara, 2 topa, 1 Getlingov mitraljez), 1 eskadrona britanske pešadije na konjima,  artiljerijskog odeljenja sa 2 topa, oko 200 kolonijalnih dobrovoljaca na konjima i 2 bataljona  i 1 pionirska četa NDK - u svemu oko 4.750 ljudi, od čega oko 2.200 Evropljana) nastupala je na sever duž morske obale (istočna obala južne Afrike). Kolona je prešla pograničnu reku Tugela (12-16. januara) i podigla tvrđavu Tenedos na zemlji Zulua (do 18. januara), a zatim krenula na sever. Kolona je 22. januara ujutro uspešno odbila napad brojnije vojske Zulua (oko 5-6.000 ratnika) u bici na reci Injezane i produžila na sever do napuštene misionarsk stanice Eshou. Na vesti o porazu kod Isandluane, britanski komandant otpustio je sve domorodačke i konjičke jedinice (koje su se povukle u Natal) i utvrdio se sa preostalim britanskim jedinicama u Eshou, gde je izdržao dvomesečnu opsadu.

#### Severna kolona (br. 4)
Kolona broj 4, pod komandom pukovnika Evelina Vuda, imala je da upadne u zemlju Zulua sa severozapada, iz Transvala. Sastojala se od dva britanska pešadijska bataljona, 6 topova, Granične lake konjice (oko 200 ljudi), malog odreda burskih dobrovoljaca (oko 40 konjanika) i oko 200 domorodačkih regruta. Ova vojska sukobila se sa manjom vojskom Zulua kod planine Zungvini (20-24. januara 1879)Na vesti o porazu kod Isandluane, ova kolona se utvrdila kod Kambule, šaljući konjičke patrole da uznemiravaju okolna naselja Zulua i plene nihovu stoku. Jaka britanska izvidnica koja je napala domorodački zbeg na planini Hlobane odbijena je sa teškim gubicima 28. marta 1879, ali je glavna vojska Zulua koja je sutradan napala utvrđeni logor kod Kambule pretrpela težak poraz, koji je skoro potpuno slomio samopouzdanje Zulu ratnika i njihovih vođa. Do kraja rata, vojska Zulua ostala je u defanzivi, a inicijativa je prešla u ruke Britanaca. 
Kolona broj 5, pod komandom pukovnika Roulandsa, imala je jedan britanski pešadijski bataljon, tri topa i odred dobrovoljaca na konjima. Ona je bila zadužena za odbranu granice Transvala.

## Posledice
Britanska imperija je 1887. anektirala zemlju Zulua, a 1897. uključila je u sastav Natala. Uprkos tome, otpor Zulua protiv britanske kolonijalne vlasti trajao je do 1907.

## Napomene
1. ↑  Colenso 1880, стр. 263–64 daje 6.669 imperijalnih i kolonijalnih trupa i 9.035 lokalnog kontigenta. Morris 1998, стр. 292 daje 16,800
2. ↑  Colenso 1880, стр. 396 daje britansku jačinu u aprilu kao 22,545.
3. ↑  Colenso 1880, стр. 318 daje ukupnu jačinu Zulu armije od 35.000, od kojih je 4.000 ostalo sa Kečvajom, dok je ostatak marširao u dve kolone.
4. ↑  Knight 2003, стр. 9 navodi „Do kasne 1878 Frer je manipulisao diplomatsku krizu sa Zulu narodom ...”
5. ↑  Knight 2003, стр. 11 napominje „... ultimatum za koji, Frer je znao, oni nisu mogli da se povinuju.
6. ↑  U punom sastavu, britanska pešadijska četa tog vremena imala je 100   ljudi. Međutim, popunjenost četa ljudstvom obično se kretala između 80 i 90 posto, tj. 80-90 ljudi.[15]
7. ↑  Svako oruđe posluživala su po dva oficira i 45 vojnika, mada je taj broj retko bio potpun.[15]
8. ↑  Pod evropskim trupama podrazumevaju se britanske i kolonijalne trupe evropskog porekla (Natalska dobrovoljačka konjica). U ovaj broj nisu uračunati evropski oficiri i podoficiri u NDK, po 9 na svaku četu (95 na svaki bataljon), što podiže ukupan broj Evropljana u prve tri kolone za po oko 200 ljudi.
9. ↑  Svaka četa NDK imala je 9 evropskih oficira i podoficira (po 95 na svaki bataljon), ukupno po oko 200 ljudi u svakoj od prve 3 kolone.

## Literatura
- Јововић, Благоје (1975). „Зулу, Зулу-рат”.  Ур.: Гажевић, Никола. Војна енциклопедија. 10 (2 изд.). Београд: Војноиздавачки завод. стр. 717-718.
- Laband, John (2009). Historical dictionary of the Zulu wars. Historical dictionaries of war, revolution, and civil unrest. Lanham, Md: Scarecrow Press. ISBN 978-0-8108-6078-0. OCLC 276930370.
- Morris, Donald R. (1998). The Washing of the Spears: A History of the Rise of the Zulu Nation Under Shaka and Its Fall in the Zulu War of 1879. Da Capo Press. ISBN 9780747401940.
- Knight, Ian (2003). The Zulu War 1879. Essential Histories 56. Oxford: Osprey Publishing Ltd. ISBN 9781841766126.
- Colenso, Frances E. (Frances Ellen); Durnford, Edward (1880). History of the Zulu war and its origin;. University of California Libraries. London, Chapman and Hall.
- Lock, Ron (2017). The Anglo-Zulu War-Isandlwana: the revelation of a disaster. Barnsley, South Yorkshire: Pen & Sword Military. ISBN 978-1-5267-0742-0. OCLC 991077017.
- Knight, Ian (2013). British infantryman versus Zulu warrior: Anglo-Zulu War, 1879. Combat 3. Oxford: Osprey Pub. ISBN 978-1-78200-365-6.
- Castle, Ian; Ruggeri, Raffaele (2003). Zulu War - Volunteers, Irregulars & Auxiliaries. Men-at-Arms 388. Osperey Publishing Ltd. ISBN 9781841764849.
- Thompson, Paul Singer; Thompson, Paul (2006). Black soldiers of the queen: the Natal native contingent in the Anglo-Zulu War (Rev. изд.). Tuscaloosa, Ala: Univ. of Alabama Press. ISBN 978-0-8173-5368-1.

- Archer, Christon I.; Ferris, John R.; Herwig, Holger H.; Travers, Timothy H. E. (2008). World History of Warfare. University of Nebraska Press. ISBN 978-0-8032-1941-0.
- Barthorp, Michael (2002). The Zulu War: Isandhlwana to Ulundi. Weidenfeld & Nicolson. ISBN 0-304-36270-0.
- Bourquin, S. (1978). „The Zulu Military Organization and the Challenge of 1879”. Military History Journal. IV (4). ISSN 2193-2336.
- Colenso, Frances E. (1880). History of the Zulu War and Its Origin. Assisted by Edward Durnford. London: Chapman & Hall.
- Giliomee, Hermann Buhr; Mbenga, Bernard (2007). New History of South Africa. Tafelberg. ISBN 978-0-624-04359-1.
- Gump, James O. (1996). The Dust Rose Like Smoke: The Subjugation of the Zulu and the Sioux. Bison Books. ISBN 0-8032-7059-3.
- Guy, Jeff (1994). The Destruction of the Zulu Kingdom: The Civil War in Zululand, 1879–1884. University of Natal Press. ISBN 978-0-86980-892-4.
- Knight, Ian (1995). Brave Men's Blood: The Epic of the Zulu War, 1879. Pen & Sword Military Classics. ISBN 978-1-84415-212-4.
- Knight, Ian (1996). Rorke's Drift, 1879: 'Pinned like Rats in a Hole'. Osprey. ISBN 978-1-85532-506-7.

- Knight, Ian (2005). British Fortifications in Zululand 1879. Osprey. ISBN 978-1-84176-829-8.
- Knight, Ian; Castle, Ian (1999). British Army: Zulu War to the Boer War. Brassey's UK. ISBN 978-1-85753-284-5.
- Lock, Ron; Quantrill, Peter (2002). Zulu Victory: The Epic of Isandlwana and the Cover-up. Greenhill. ISBN 978-1-85367-505-8.
- Martineau, John (1895). „XIX”. The life and correspondence of the Right Hon. Sir Bartle Frere, bart., G.C.B., F.R.S., etc. II. London: J. Murray.
- Meredith, Martin (2007). Diamonds, Gold and War: The Making of South Africa. Simon & Schuster. ISBN 978-0-7432-8614-5.
- Morvan, Philippe (2021). Les fils du ciel. Calmann-Lévy. ISBN 978-2-7021-6767-0.
- Raugh, Harold E. (2011). Anglo-Zulu War, 1879: A Selected Bibliography. Scarecrow. ISBN 978-0-8108-7227-1.
- Spiers, Edward M. (2006). The Scottish Soldier and Empire, 1854–1902. Edinburgh University Press. ISBN 978-0-7486-2354-9.
- Brookes, Edgar H; Webb, Colin de B. (1965). A History of Natal. Brooklyn: University of Natal Press. ISBN 0-86980-579-7.
- David, Saul (фебруар 2009). „The Forgotten Battles of the Zulu War”. BBC History Magazine. 10 (2). стр. 26—33.
- Dutton, Roy (2010). Forgotten Heroes Zulu & Basuto Wars including Medal Roll 1877-8-9. Infodial. ISBN 978-0-9556554-4-9.
- French, Gerald (2014) [1939]. Lord Chelmsford and the Zulu War. London: John Lane, The Bodley Head. ISBN 978-1-4738-3510-8.
- Knight, Ian (2010). Zulu Rising: The Epic Story of Isandlwana and Rorke's Drift. Macmillan. ISBN 978-0-330-44593-1.
- Laband, John; Knight, Ian (1996). The Anglo-Zulu War. Stroud: Sutton. ISBN 0-86985-829-7.
- Rothwell, J. S. (1989) [1881]. Narrative of the Field Operations connected with the Zulu War of 1879 Prepared in the Intelligence Branch of the War Office (facs. repr. Lionel Leventhal, London изд.). London: War Office. ISBN 1-85367-041-3.
- Овај чланак укључује текст из публикације која је сада у јавном власништву: Chisholm, Hugh, ур. (1911). „Zululand”.  (на језику: енглески) (11 изд.). Cambridge University Press.

## Spoljašnje veze
- „The Rorke's Drift VC Discussion Forum”. rorkesdriftvc.com. 15. 12. 2001. Приступљено 9. 4. 2016.